# فينستيراروثورن
فينستيراروثورن (بالإنجليزية: Finsteraarrothorn)‏ هو أحد جبال سلسلة جبال الألب البرنية وجزء من القمة الأم فينستيرارون يقع في كانتون فاليز، سويسرا. يبلغ ارتفاع الجبل حوالي 3530 متر، بينما يبلغ ارتفاع نتوء الجبل 195 متر.